# Братя по оръжие (песен)
Вижте пояснителната страница за други значения на Братя по оръжие.
„Братя по оръжие“ (на английски: Brothers in Arms) е песен на Dire Straits от 1985 година, последна от едноименния албум.
Съществуват два студийни записа на тази песен: версията в албума е с продължителност 6:58 сек., а по-кратката версия е 6:05 сек. със съкратени соло-изпълнения в началото и в края на песента.Написана е през 1982 г., годината на участието на Великобритания във Фолклондската война
Песента е използвана в някои телевизионни сериали и кинофилми.